# My Favorite Martian (televisieserie)
My Favorite Martian is een Amerikaanse televisieserie
die in de VS werd uitgezonden van 1963 tot 1966.

## Overzicht
De serie gaat over Tim O'Hara, die werkt als verslaggever voor The Los Angeles Sun. Tim stuit op een neergestort ruimteschip en ontdekt daarin een marsman. Hij raakt bevriend met de marsman en presenteert hem aan zijn omgeving als zijn oom Martin. Dit lijkt niet zo moeilijk, aangezien hij Engels kan spreken en lijkt op een mens. In de praktijk blijkt dat echter door Martins vreemde escapades nog niet mee te vallen.

## Rolverdeling
| Acteur         | Personage              |
| -------------- | ---------------------- |
| Ray Walston    | Oom Martin             |
| Bill Bixby     | Tim O'hara             |
| Pamela Britton | Mrs.Brown              |
| Alan Hewitt    | Detective Bill Brennan |